# Creon (Gironda)
Creon (en francès Créon) és un municipi francès situat al departament de la Gironda i a la regió de la Nova Aquitània.

## Demografia
| 1962                                       | 1968  | 1975  | 1982  | 1990  | 1999  | 2007  |
| ------------------------------------------ | ----- | ----- | ----- | ----- | ----- | ----- |
| 1.286                                      | 1.560 | 1.842 | 2.205 | 2.508 | 2.986 | 3.922 |
| Des de 1962: població sense dobles comptes |       |       |       |       |       |       |

## Administració
| Període   | Identitat          | Partit        |
| --------- | ------------------ | ------------- |
| 1945-1959 | Jean Baspeyras     | Divers gauche |
| 1959-1977 | Michel Bastiat     | Divers gauche |
| 1977-1986 | Roger Caumont      | Divers gauche |
| 1986-     | Jean-Marie Darmian | PS            |